# Waldemar Matuszewski
Waldemar Matuszewski (ur. 11 marca 1955 r.) – polski reżyser teatralny i radiowy, dyrektor artystyczny teatrów.

## Życiorys
Absolwent filologii polskiej na Uniwersytecie Warszawskim (1977) i reżyserii warszawskiej Państwowej Wyższej Szkole Teatralnej im. Aleksandra Zelwerowicza (1981) - przedstawienie dyplomowe przygotował w Teatrze na Woli pod opieką Tadeusza Łomnickiego. Podczas studiów na PWST był asystentem Kazimierza Kutza i Ludwika Rene. Zrealizował kilkadziesiąt spektakli teatralnych, spektakli Teatru Telewizji oraz słuchowisk radiowych. 
Pracował w warszawskich teatrach: Narodowym, Na Woli, Ateneum, Małym, Dramatycznym, Kwadrat, Syrena. Poza Warszawą reżyserował w Teatrze Wybrzeże w Gdańsku, Teatrze Muzycznym w Gdyni, Tarnowskim Teatrze im. Ludwika Solskiego, Teatrze im. Juliusza Osterwy w Gorzowie Wielkopolskim, Teatrze im. Stefana Jaracza w Olsztynie, Teatrze Polskim w Poznaniu, Bałtyckim Teatrze Dramatycznym im. Juliusza Słowackiego w Koszalinie oraz Teatrze Dramatycznym im. Jerzego Szaniawskiego w Płocku. W jego dorobku artystycznym obecna jest przede wszystkim klasyka: Sofokles, Goldoni, Szekspir, Moliere, Czechow, Dostojewski, Proust (adaptacja i reżyseria W poszukiwaniu straconego czasu dla Teatru Telewizji). 
Jest laureatem nagród za reżyserię, między innymi na Gdańskim Festiwalu Szekspirowskim (1997) za reżyserię Hamleta w Teatrze Lubuskim. Był dyrektorem artystycznym Lubuskiego Teatru im. Leona Kruczkowskiego w Zielonej Górze (1991-1996) oraz Teatru Polskiego w Poznaniu (1998-2000), gdzie postanowił ponownie sięgnąć po repertuar klasyczny i rozpoczął swoją dyrekcję od wystawienia Ballad i romansów Adama Mickiewicza w reżyserii Adama Orzechowskiego. W sezonie 2010/2011 kierował Teatrem im. Wandy Siemaszkowej w Rzeszowie.